# Rönnsläktet
Rönnsläktet (Sorbus) är ett släkte i familjen rosväxter, med cirka 100 arter som förekommer i tempererat klimat i Europa, Asien och Nordamerika. Flera arter förekommer naturligt i Sverige, däribland rönn (S. aucuparia) och oxel (S. intermedia). Släktet innehåller många arter som odlas som prydnadsväxter i trädgårdar.
På svenska kallas arter med parflikiga blad för rönnar och arter med hela blad kallas oxlar.

## Bildgalleri

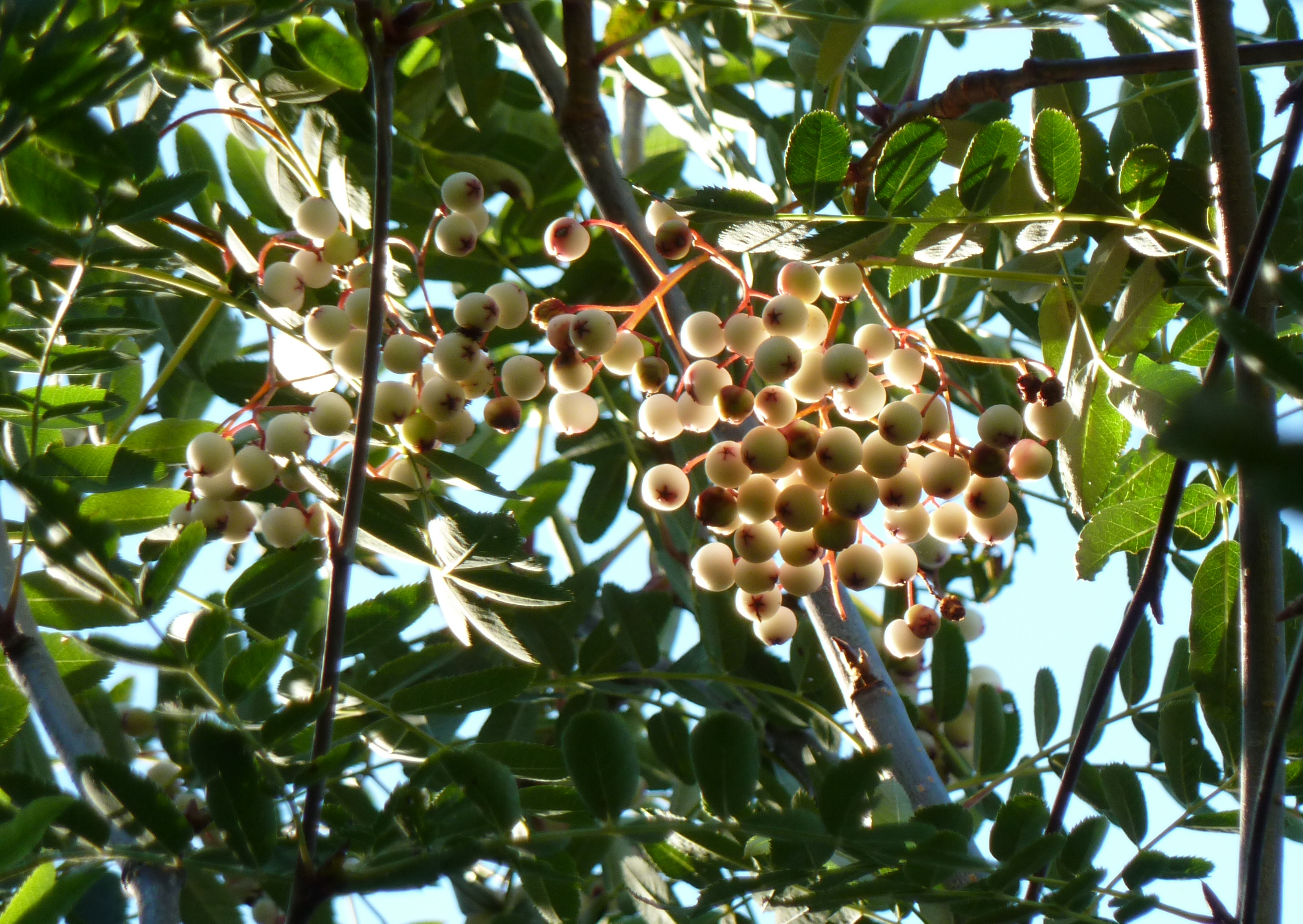
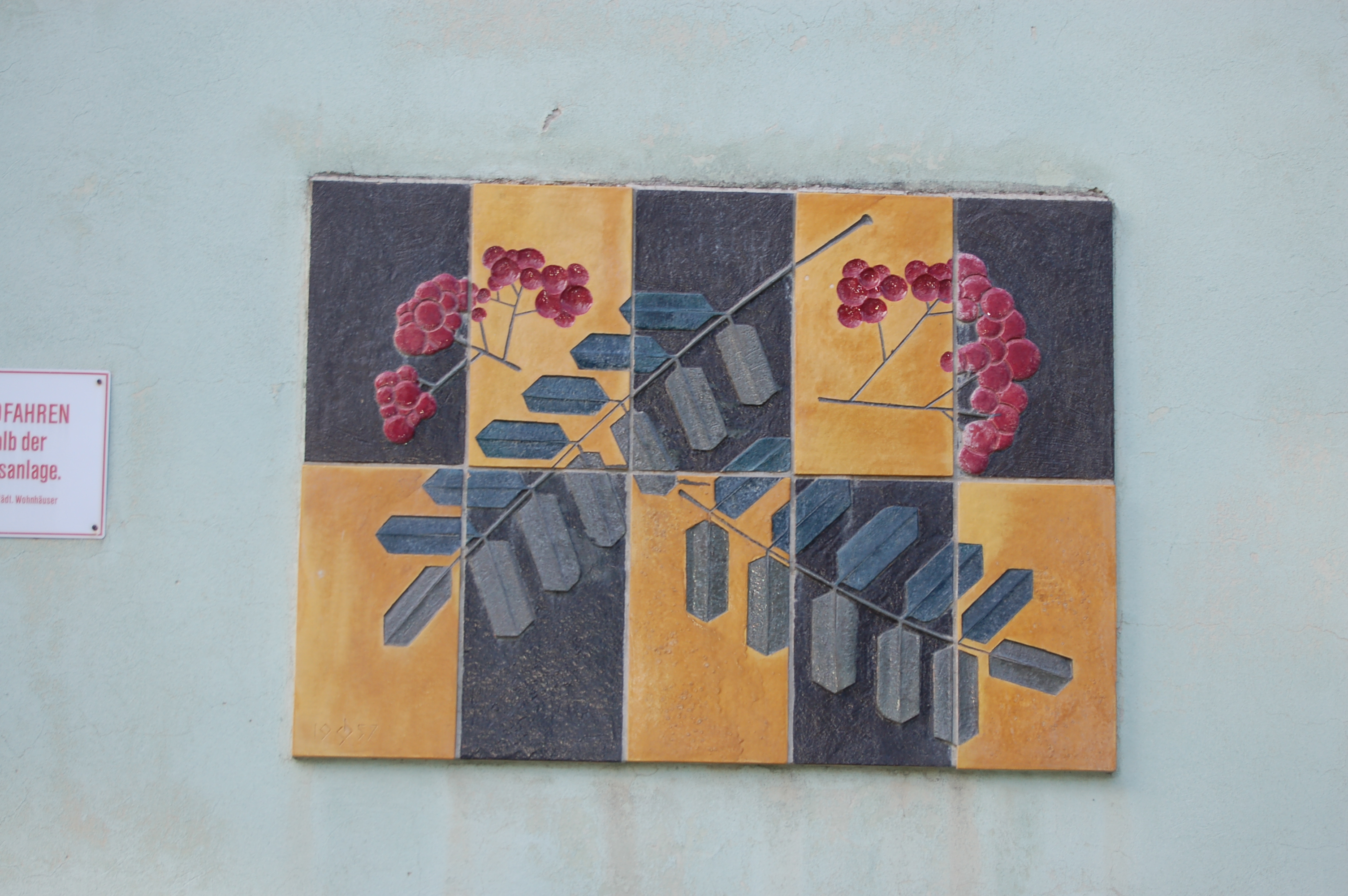
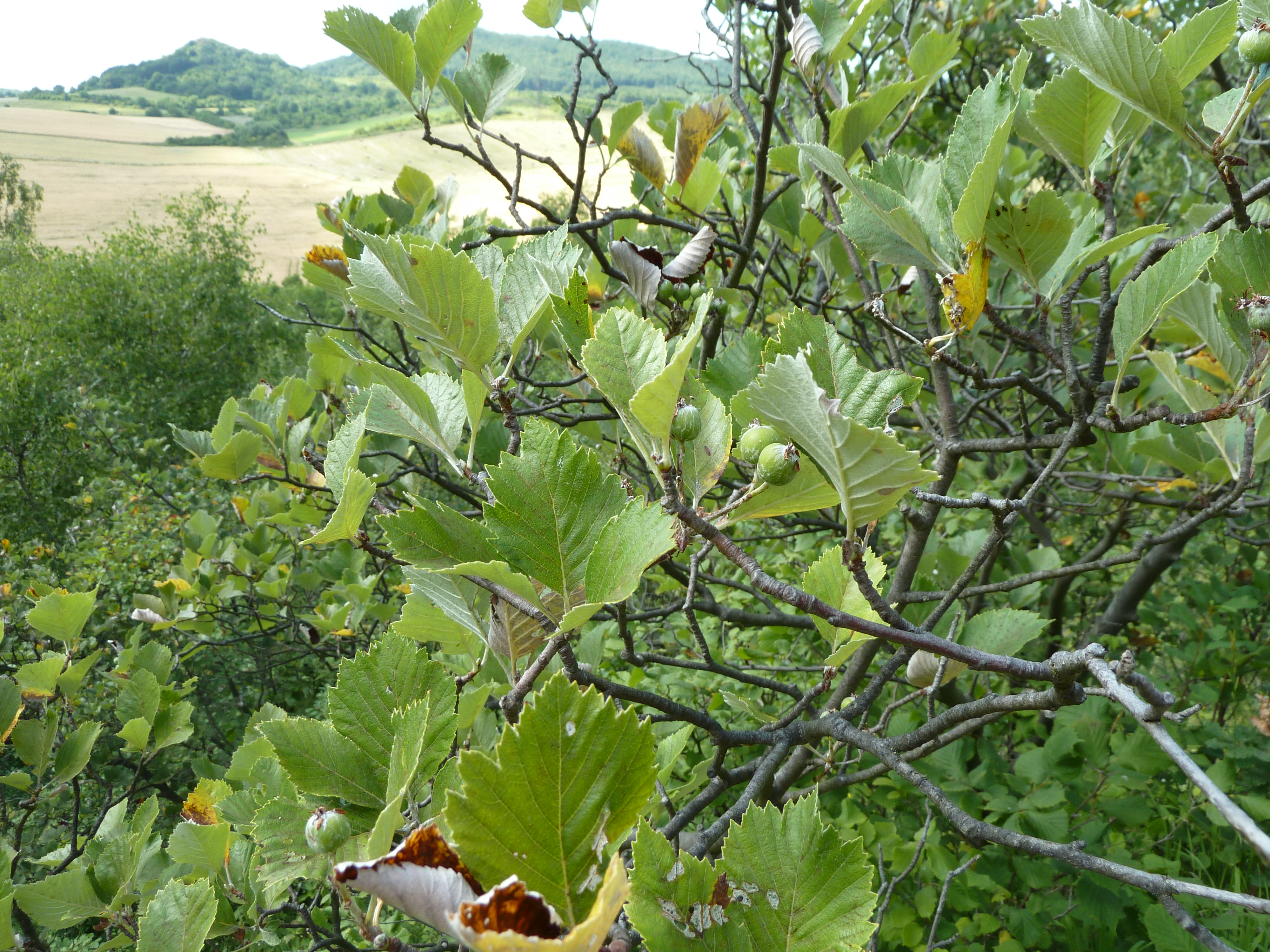
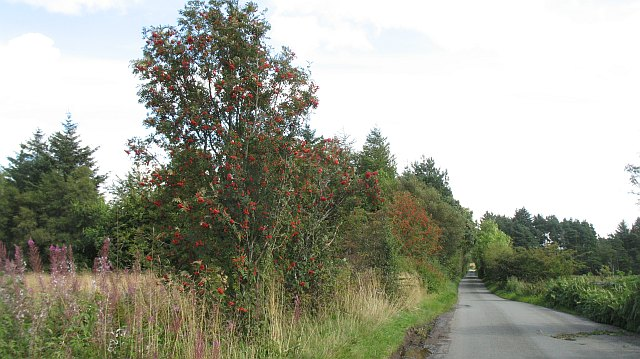
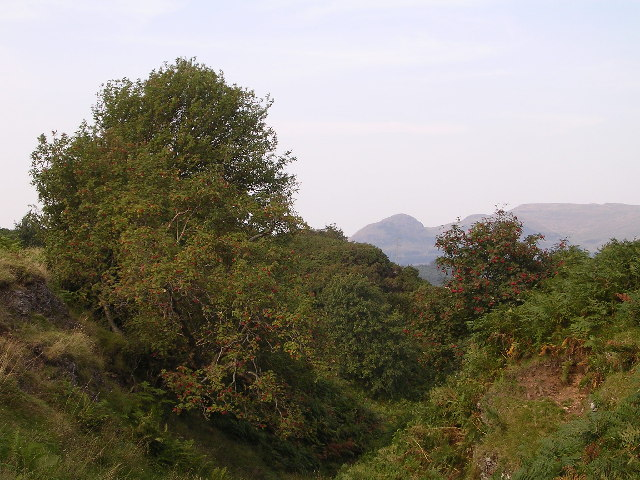
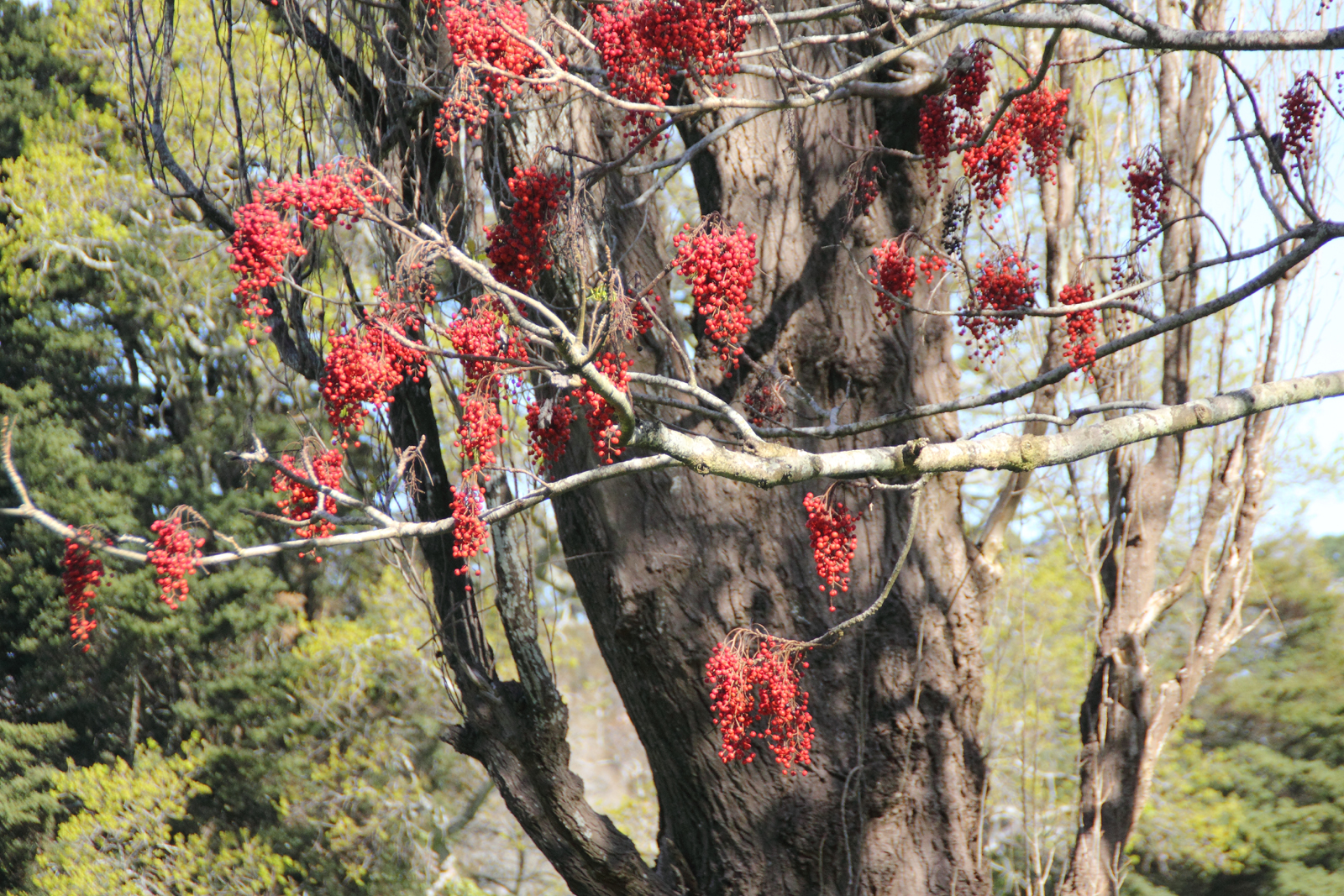

## Dottertaxa till rönnsläktet, i alfabetisk ordning[1]
- Sorbus abscondita
- Sorbus acutiloba
- Sorbus acutisecta
- Sorbus adamii
- Sorbus adeana
- Sorbus admonitor
- Sorbus albensis
- Sorbus albopilosa
- Sorbus algoviensis
- Sorbus alnifolia
- Sorbus alnifrons
- Sorbus amabilis
- Sorbus ambigua
- Sorbus americana
- Sorbus amici-petri
- Sorbus amoena
- Sorbus andreanszkyana
- Sorbus anglica
- Sorbus apicidens
- Sorbus apiculata
- Sorbus arguta
- Sorbus aria
- Sorbus armeniaca
- Sorbus aronioides
- Sorbus arranensis
- Sorbus astateria
- Sorbus aucuparia
- Sorbus austriaca
- Sorbus avonensis
- Sorbus badensis
- Sorbus bakonyensis
- Sorbus balatonica
- Sorbus barabitsii
- Sorbus barrandienica
- Sorbus barthae
- Sorbus bissetii
- Sorbus bohemica
- Sorbus borbasii
- Sorbus borosiana
- Sorbus brevipetiolata
- Sorbus bristoliensis
- Sorbus budaiana
- Sorbus buekkensis
- Sorbus bulleyana
- Sorbus burtonsmithiorum
- Sorbus busambarensis
- Sorbus californica
- Sorbus caloneura
- Sorbus cambrensis
- Sorbus carmesina
- Sorbus carniolica
- Sorbus carpatica
- Sorbus cashmiriana
- Sorbus chamaemespilus
- Sorbus cheddarensis
- Sorbus cinereopubescens
- Sorbus cochleariformis
- Sorbus colchica
- Sorbus commixta
- Sorbus cordigastensis
- Sorbus coronata
- Sorbus corymbifera
- Sorbus coxii
- Sorbus croceocarpa
- Sorbus cuneifolia
- Sorbus cuspidata
- Sorbus dacica
- Sorbus danubialis
- Sorbus decipiens
- Sorbus decipientiformis
- Sorbus decora
- Sorbus degenii
- Sorbus devoniensis
- Sorbus discolor
- Sorbus doerriana
- Sorbus dolomiticola
- Sorbus domestica
- Sorbus dominii
- Sorbus dumosa
- Sorbus dunnii
- Sorbus eburnea
- Sorbus eleonorae
- Sorbus ellipsoidalis
- Sorbus eminens
- Sorbus eminentiformis
- Sorbus eminentoides
- Sorbus epidendron
- Sorbus esserteauiana
- Sorbus eugenii-kelleri
- Sorbus eximia
- Sorbus eystettensis
- Sorbus fansipanensis
- Sorbus fennosuecica
- Sorbus ferruginea
- Sorbus filarszkyana
- Sorbus filipes
- Sorbus fischeri
- Sorbus folgneri
- Sorbus foliolosa
- Sorbus franconica
- Sorbus frutescens
- Sorbus futakiana
- Sorbus gauckleri
- Sorbus gayeriana
- Sorbus gemella
- Sorbus gerecseensis
- Sorbus gilgitana
- Sorbus glabriuscula
- Sorbus globosa
- Sorbus glomerulata
- Sorbus gonggashanica
- Sorbus gracilis
- Sorbus graeca
- Sorbus griffithii
- Sorbus groenlandica
- Sorbus guanii
- Sorbus guanxiensis
- Sorbus haesitans
- Sorbus hajastana
- Sorbus hardeggensis
- Sorbus harziana
- Sorbus hedlundii
- Sorbus heilingensis
- Sorbus helenae
- Sorbus hemsleyi
- Sorbus herbipolitana
- Sorbus heseltinei
- Sorbus hibernica
- Sorbus hohenesteri
- Sorbus holubyana
- Sorbus hoppeana
- Sorbus hostii
- Sorbus houstoniae
- Sorbus hudsonii
- Sorbus hugh-mcallisteri
- Sorbus hungarica
- Sorbus hupehensis
- Sorbus hybrida
- Sorbus insignis
- Sorbus intermedia
- Sorbus isenacensis
- Sorbus istriaca
- Sorbus japonica
- Sorbus javorkae
- Sorbus joannis
- Sorbus kachinensis
- Sorbus karchungii
- Sorbus karpatii
- Sorbus keissleri
- Sorbus khasiana
- Sorbus khumbuensis
- Sorbus kitaibeliana
- Sorbus kiukiangensis
- Sorbus klasterskyana
- Sorbus kmetiana
- Sorbus koehneana
- Sorbus kongboensis
- Sorbus kurzii
- Sorbus kusnetzovii
- Sorbus lanata
- Sorbus lancastriensis
- Sorbus lancifolia
- Sorbus lanpingensis
- Sorbus latifolia
- Sorbus latissima
- Sorbus legrei
- Sorbus leighensis
- Sorbus leptophylla
- Sorbus leyana
- Sorbus ligustrifolia
- Sorbus liljeforsii
- Sorbus lingshiensis
- Sorbus longii
- Sorbus luristanica
- Sorbus macallisteri
- Sorbus macrantha
- Sorbus madoniensis
- Sorbus magocsyana
- Sorbus margaretae
- Sorbus margittaiana
- Sorbus matsumurana
- Sorbus mayeri
- Sorbus medogensis
- Sorbus megacarpa
- Sorbus megalocarpa
- Sorbus meierottii
- Sorbus meinichii
- Sorbus meliosmifolia
- Sorbus mergenthaleriana
- Sorbus microphylla
- Sorbus milensis
- Sorbus minima
- Sorbus monbeigii
- Sorbus motleyi
- Sorbus mougeotii
- Sorbus muliensis
- Sorbus multicrenata
- Sorbus multijuga
- Sorbus needhamii
- Sorbus neglecta
- Sorbus obsoletidentata
- Sorbus obtusifolia
- Sorbus ochracea
- Sorbus oligodonta
- Sorbus olivacea
- Sorbus omissa
- Sorbus ovalis
- Sorbus pallescens
- Sorbus pannonica
- Sorbus parumlobata
- Sorbus parva
- Sorbus parvifolia
- Sorbus parvifructa
- Sorbus parviloba
- Sorbus pauca
- Sorbus paucijuga
- Sorbus paucinervia
- Sorbus paxiana
- Sorbus pekarovae
- Sorbus perlonga
- Sorbus persica
- Sorbus pinnatifida
- Sorbus polgariana
- Sorbus pontica
- Sorbus porrigens
- Sorbus porrigentiformis
- Sorbus portae-bohemicae
- Sorbus poteriifolia
- Sorbus prattii
- Sorbus proctoriana
- Sorbus pseudaria
- Sorbus pseudobakonyensis
- Sorbus pseudofennica
- Sorbus pseudohupehensis
- Sorbus pseudolatifolia
- Sorbus pseudomeinichii
- Sorbus pseudosemiincisa
- Sorbus pseudothuringiaca
- Sorbus pseudovertesensis
- Sorbus pseudovilmorinii
- Sorbus pteridophylla
- Sorbus puellarum
- Sorbus pulchra
- Sorbus randaiensis
- Sorbus ratisbonensis
- Sorbus redliana
- Sorbus reducta
- Sorbus rehderiana
- Sorbus remensis
- Sorbus rhamnoides
- Sorbus rhodanthera
- Sorbus rhombifolia
- Sorbus rikuchuensis
- Sorbus rinzenii
- Sorbus robertsonii
- Sorbus roopiana
- Sorbus rosea
- Sorbus rubescens
- Sorbus rufopilosa
- Sorbus rupicola
- Sorbus rupicoloides
- Sorbus rushforthii
- Sorbus rutilans
- Sorbus salwinensis
- Sorbus sambucifolia
- Sorbus sargentiana
- Sorbus saxicola
- Sorbus scalaris
- Sorbus scannelliana
- Sorbus scepusiensis
- Sorbus schinzii
- Sorbus schnizleiniana
- Sorbus schuwerkiorum
- Sorbus schwarziana
- Sorbus scopulina
- Sorbus semiincisa
- Sorbus setschwanensis
- Sorbus sharmae
- Sorbus shirinensis
- Sorbus simonkaiana
- Sorbus sitchensis
- Sorbus slavnicensis
- Sorbus slovenica
- Sorbus sooi
- Sorbus spongbergii
- Sorbus stenophylla
- Sorbus stirtoniana
- Sorbus subcuneata
- Sorbus subdanubialis
- Sorbus subfusca
- Sorbus subochracea
- Sorbus subpinnata
- Sorbus subsimilis
- Sorbus subulata
- Sorbus sudetica
- Sorbus sujoyi
- Sorbus takhtajanii
- Sorbus tamamschjanae
- Sorbus tangoensis
- Sorbus tapashana
- Sorbus tauricola
- Sorbus tenuis
- Sorbus thibetica
- Sorbus thomsonii
- Sorbus thuringiaca
- Sorbus tianschanica
- Sorbus tiantangensis
- Sorbus tiliifolia
- Sorbus tobani
- Sorbus torminalis
- Sorbus tsinlingensis
- Sorbus turcica
- Sorbus turkestanica
- Sorbus tuzsoniana
- Sorbus umbellata
- Sorbus ursina
- Sorbus uzenensis
- Sorbus vagensis
- Sorbus velebitica
- Sorbus vertesensis
- Sorbus vexans
- Sorbus whiteana
- Sorbus wilfordii
- Sorbus vilmorinii
- Sorbus wilmottiana
- Sorbus wilsoniana
- Sorbus yokouchii
- Sorbus yondeensis
- Sorbus yuana
- Sorbus yunnanensis
- Sorbus zahlbruckneri
- Sorbus zayuensis
- Sorbus zertovae